# Утишків (зупинний пункт)
Ути́шків — пасажирський залізничний зупинний пункт Рівненської дирекція Львівської залізниці розташований на двоколійній електрифікованій змінним струмом лінії Здолбунів — Красне.
Розташований у селі Утішків Буського району Львівської області між станціями Ожидів-Олесько (12 км) та Красне (4 км).
На зупинному пункті зупиняються приміські поїзди.